# San Gabriel Mixtepec (kommun)
San Gabriel Mixtepec är en kommun i Mexiko.   Den ligger i delstaten Oaxaca, i den sydöstra delen av landet, 400 km sydost om huvudstaden Mexico City.
Följande samhällen finns i San Gabriel Mixtepec:
- San Gabriel Mixtepec
- San Isidro el Cuil